# الحرية (منبج)
الحرية بلدة سوريّة تتبع إداريّاً لمحافظة حلب منطقة منبج ناحية مسكنة، بلغ تعداد سكانها 732 نسمة حسب التعداد السكاني لعام 2004.